# سیارک ۱۸۸۰
سیارک ۱۸۸۰ (به انگلیسی: 1880 McCrosky، نامگذاری:1940AN) هزار و هشتصد و هشتادمین سیارک کشف شده‌است که در ۱۳ ژانویه ۱۹۴۰ و در هایدلبرگ کشف شد.
قدر مطلق سیارک برابر ۱۲٫۱۰ است.